# Pedro Chirivella
Pedro Chirivella Burgos (Rocafort, Valencia, 23 de mayo de 1997), más conocido como Pedro Chirivella, es un futbolista español que juega de centrocampista y su equipo es el Panathinaikos F. C. de la Superliga de Grecia.

## Trayectoria
El centrocampista valenciano llegó a las categorías inferiores del Liverpool F. C. en 2013, procedente del Valencia C. F.
El 17 de septiembre de 2015 debutó oficialmente con el primer equipo bajo las órdenes de Brendan Rodgers en la Liga Europa contra el Girondins de Burdeos. De esta forma, se convirtió en el tercer futbolista más joven en debutar con el primer equipo del Liverpool F. C. En la misma temporada también jugó tres partidos de la FA Cup.
En marzo de 2016 renovó hasta 2020 con el conjunto 'red'. En abril de 2016, con solo 18 años, fue titular ante el Swansea, realizando su debut con el Liverpool F. C. en la Premier League, de la mano de Jürgen Klopp. El Liverpool tenía mucha confianza en el potencial del futbolista español, al tratarse de una de las mayores promesas de su cantera. Era uno de los fijos en el equipo sub-23.
En el mercado de invierno de la temporada 2016-17 se marchó cedido al Go Ahead Eagles de la Eredivisie.
Tras realizar la pretemporada 2017-18 con los reds, se fue cedido al Willem II neerlandés hasta final de temporada.
En el mercado de invierno de 2018-19 fue cedido al Extremadura U. D. de la Segunda División pero no tuvo el permiso necesario para ser alineado al considerar que fue inscrito fuera de plazo, por lo que al finalizar la temporada regresó a Liverpool.
En junio de 2020, tras finalizar su contrato con el conjunto inglés, firmó con el F. C. Nantes hasta 2023. Estuvo cinco temporadas en las que disputó 173 partidos, en los que anotó cuatro goles, y ayudó al equipo a ganar la Copa de Francia en 2022.
El 29 de junio de 2025 se anunció su fichaje por el Panathinaikos F. C. para las siguientes dos campañas.

## Selección nacional
Ha sido internacional con la selección de fútbol sub-17 de España en 9 ocasiones.

## Clubes
| Club                       | País         | Año       |
| -------------------------- | ------------ | --------- |
| Liverpool F. C.            | Inglaterra   | 2015-2020 |
| Go Ahead Eagles (cedido)   | Países Bajos | 2017      |
| Willem II (cedido)         | Países Bajos | 2017-2018 |
| Extremadura U. D. (cedido) | España       | 2019      |
| F. C. Nantes               | Francia      | 2020-2025 |
| Panathinaikos F. C.        | Grecia       | 2025-     |

## Palmarés

### Títulos nacionales
| Título          | Club         | País    | Año  |
| --------------- | ------------ | ------- | ---- |
| Copa de Francia | F. C. Nantes | Francia | 2022 |